# Shibata (Miyagi)
Shibata (柴田町 Shibata-machi?) es un pueblo localizado en la prefectura de Miyagi, Japón. Tiene una población estimada, a fines de septiembre de 2021, de 37,409 habitantes.

## Geografía

### Municipios circundantes
- Prefectura de Miyagi
  - Iwanuma
  - Kakuda
  - Ōgawara
  - Murata
  - Watari

## Demografía
Según datos del censo japonés, la población de Shibata se ha mantenido estable en los últimos años.
| Año del censo | Población |
| ------------- | --------- |
| 1995          | 38 749    |
| 2000          | 39 485    |
| 2005          | 39 809    |
| 2010          | 39 341    |
| 2015          | 39 525    |
| 2021 (est)    | 37 409    |